# Enpiperate
Enpiperate là một thuốc chẹn kênh calci.